# استیون هیرنیاک
استیون هیرنیاک (به انگلیسی: Stefan Hirniak) (زادهٔ ۵ فوریهٔ ۱۹۸۵) شناگر اهل کانادا است.